# Z(3930)
El Z(3930) es un mesón descubierto por el experimento Belle y confirmado por el experimento BaBar cuya masa es, según cada experimento, 3929 ± 5(estad.) ± 2(sist.) MeV/c2 y 3926.7 ± 2.7(estad.) ± 1.1(sist.) MeVc2, respectivamente. Estos datos experimentales concuerdan con la teoría la cual predecía una masa de 3922 MeV/c2 para esta misma partícula y su desintegración en DD en un proceso γγ → DD.
El valor de esta partícula para el JCP 2++. Se trata, por tanto, de un posible estado charmonium 23P2(χc2).